# Надія (пам'ятка природи)
Наді́я — ботанічна пам'ятка природи місцевого значення в Україні. Розташована в межах Сватівського району Луганської області, на південний захід від села Надія.
Площа 118,56 га. Статус присвоєно згідно з рішенням Луганської обласної ради № 14/10 від 14 грудня 2000 року. Перебуває у віданні: Райгородська сільська рада.
Статус присвоєно для збереження степової ділянка, розташована на схилі балки, яка є правою притокою річки Жеребець. Тут зростає кілька видів ковили — Лессінга, Залеського, українська, волосиста. Усі ці види занесені до Червоної книги України і Зеленої книги України.
Фауна вирізняється великим розмаїттям птахів: вівсянка звичайна і вівсянка садова, жайворонок польовий і жайворонок чубатий, коноплянка, куріпка сіра, перепілка, одуд, сорокопуд-жулан, фазан, дятел тощо.